# Teodoro Ángelo
Teodoro Ángelo (en griego: Θεόδωρος Ἄγγελος, romanizado: Theodōros Angelos) fue cogobernante de Tesalia desde 1289 hasta su muerte hacia 1299.

## Biografía
Teodoro fue el tercer hijo de Juan I Ducas, gobernante de Tesalia con su esposa, quien solo es conocida por su nombre monástico Hipomona («Paciencia»). Cuando Juan murió en o poco antes de 1289, fue sucedido por su primogénito, Constantino, pero Teodoro sirvió como su cogobernante. Inicialmente, los dos hermanos estaban bajo la tutela de Ana Paleólogo Cantacuceno ya que eran menores de edad. Otorgado el título de sebastocrátor del emperador bizantino en 1295, estaba previsto que se casara con la princesa armenia Teofano, pero este proyecto fracasó. Fue derrotado en batalla por el general bizantino Miguel Ducas Glabas Tarcaniota, y murió hacia 1299.